# Aneta Grosu
Aneta Grosu (n. 24 septembrie 1957, Drochia, raionul Drochia, RSS Moldovenească, URSS) este o jurnalistă din Republica Moldova, editor și redactor-șef al publicației „Ziarul de Gardă” de la apariția acesteia.
A absolvit în 1979 Universitatea de Stat din Moldova, facultatea Filologie, secția jurnalistică, fiind discipolă a profesorilor T. Colac, S. Nucă, E. Ciornîi ș.a.
După absolvirea facultății, debutează în activitatea jurnalistică la redacția „Actualități” a Televiziunii de stat din Moldova (TVM, acum Teleradio Moldova), unde a lucrat 15 ani. În perioada 1994–1996 este redactor la studioul de televiziune „Catalan”. În 1996 se angajează reporter la grupul de presă FLUX. De la ambele televiziuni a fost concediată din considerente politice: de la TVM în 1994 la scurt timp după victoria în parlamentare a Partidului Democrat Agrar și de la Catalan TV în 1996, iarăși în cadrul alegerilor.
În 1993, Aneta a beneficiat de un curs de specializare la Televiziunea din Orlando, Florida, SUA. Doi ani mai târziu participă la Reuniunea internațională în probleme de conflictologie de la Nitra, Slovacia, iar în 1997 asistă la simpozionul „Mass-media în alegerile prezidențiale” de la București.
Este laureată a primului Festival internațional al studiourilor independente de televiziune (Košice, Slovacia) și a primului Festival internațional de jurnalism de la Ialta. A participat la Festivalul „Media Fest” de la Costinești, România în 1996. În 2009, de rând cu o serie de alți jurnaliști, a fost decernată cu Ordinul Republicii „în semn de înaltă apreciere a meritelor deosebite în afirmarea libertății exprimării, pentru contribuție substanțială la procesul de renaștere națională și la promovarea democrației și a valorilor general umane”. În 2014, este decorată de președintele României Traian Băsescu cu Ordinul Național „Pentru Merit” în grad de Ofițer.
Este membră a Uniunii Jurnaliștilor din Moldova din anul 1983. A fost președintă a Asociației Telejurnaliștilor Independenți „V.I.P.”. În 2004, împreună cu Alina Radu, a înființat săptămânalul de investigație „Ziarul de Gardă”, al cărui editor și redactor-șef este în prezent.